# 泊松李群
泊松李群 (Poisson-Lie group) 是一种几何结构，也是李群和泊松流形，而且两种结构自洽。它的李群直积 {\displaystyle G\times G\longrightarrow G}是泊松映射。它是經典力學和泊松几何学的有力的例子，也是表示論研究对象之一。 它在无穷小尺度的形式就是李双代数。

## 定义
泊松-李群是一个具有泊松括号的李群 {\displaystyle G}，其群乘法定义为 {\displaystyle \mu :G\times G\to G}，其中 {\displaystyle \mu (g_{1},g_{2})=g_{1}g_{2}} 为泊松映射，其中流形 {\displaystyle G\times G} 赋予了乘积泊松流形的结构。
对于泊松李群，以下等式恒成立：
{\displaystyle \{f_{1},f_{2}\}(gg')=\{f_{1}\circ L_{g},f_{2}\circ L_{g}\}(g')+\{f_{1}\circ R_{g'},f_{2}\circ R_{g'}\}(g)}
其中约定 {\displaystyle f_{1},f_{2}} 是定义在泊松李群上的实数值的光滑函数，{\displaystyle g,g'}为群中任意的元素，{\displaystyle L} 为元素的左乘，{\displaystyle R} 为元素的右乘。
记 {\displaystyle {\mathcal {P}}} 为泊松李群 {\displaystyle G} 对应的泊松双向量（Poisson bivector），上述恒等式有等价形式：
{\displaystyle {\mathcal {P}}(gg')=L_{g*}({\mathcal {P}}(g'))+R_{g'*}({\mathcal {P}}(g))}
特别的，如果取 {\displaystyle g=g'=e} , 以上等式即为 {\displaystyle {\mathcal {P}}(e)=\{f,g\}(e)=0} 。对单位元 {\displaystyle e} 使用韦恩斯坦分裂定理 （页面存档备份，存于）（Weinstein splitting theorem），可得知非平凡的泊松李群一定不具有辛结构，甚至不具有恒定的秩。